# Filips van Zuylen
Filips van Zuylen fue un corsario holandés activo durante la década de 1620. 

## Biografía
Como parte del plan Groot Desseyn, fue particularmente activo contra los portugueses en África occidental, pero no logró capturar la colonia portuguesa de Luanda, un importante centro para el comercio de esclavos en el Atlántico, a principios del año de 1624. Tras esta derrota inicial decidió esperar refuerzos provenientes de Brasil antes de hacer un segundo intento de tomar el puerto, esta vez con su compañero corsario Piet Hein, en octubre de ese mismo año. Mientras se acercaba desde el sur, Hein se perdió del escuadrón de 3 barcos de van Zuylen, que le esperaba al norte de Luanda, y decidió continuar con el ataque por su cuenta. Como resultado, la flota de Heyn sufrió una derrota desastrosa. Muchos de sus barcos quedaron atrapados en las aguas poco profundas a las afueras de Luanda y, cuando otros barcos se detuvieron para liberarlos, se convirtieron en blancos fáciles para los cañones portugueses. Heyn se dio cuenta rápidamente de que sus siete barcos no podían romper las fortificaciones fuertemente defendidas de la colonia. Tras una salida nocturna fallida contra los barcos mercantes portugueses amarrados en el puerto, ordenó la retirada y la flota corsaria holandesa se retiró a puertos amigos cercanos. En 1641, otro corsario holandés, llamado Cornelis Jol, logró capturar Luanda después de una batalla brutal. Sin embargo, la colonia no duró mucho bajo el dominio holandés, ya que fue reconquistada por los portugueses en 1643.

## Otras lecturas
- Doedens, A. Witte de With 1599-1658: Wereldwijde strijd op zee in de Gouden Eeuw . Hilversum, Países Bajos: Uitgeverij Verloren, 2008.ISBN 90-8704-060-1
- Heijer, guarida de HJ. De geschiedenis van de WIC . Zutphen: Walburg Pers, 1994.ISBN 90-6011-912-6
- Visser, Wendy de. Piet Hein en de Zilvervloot: Oorlog en Handel en de West . Hilversum, Países Bajos: Uitgeverij Verloren, 2001.ISBN 90-6550-454-0